# شهرک دانشگاه تهران
شهرک دانشگاه تهران در غرب شهر تهران در منطقه ۲۱ شهرداری تهران واقع شده‌است که از شمال به بزرگراه شهید لشگری (جاده مخصوص کرج) و از جنوب به بزرگراه فتح (جاده قدیم کرج) از غرب به کارخانه خودروسازی ایران خودرو و از شرق به پادگان میثم مشرف است. پارک جنگلی چیتگر در نزدیکی این شهرک در سمت شمال آن قرار دارد. این شهرک دارای ۸فاز و۱فاز مخصوص خوابگاه دانشجویان متأهل دانشگاه پزشکی تهران بوده و دارای ۵مرکز خرید است. مرکزیت این شهرک مسجد ان به نام مسجد چهارده معصوم و میدان میوه و تره بار و جمعیتی حدود ۱۲ هزار نفر دارد.
بهترين محله اين منطقه شهرك دانشگاه تهران همجوار با تهرانسر است .اين شهرك بعد از اكباتان و مکانی بسیار دنج برای زندگی به همراه فضای سبز عالی است. در چند سال اخير شهرك دانشگاه تهران در حال ترقي ولی به علت ساخت و ساز محدود جمعیت ثابت است.اين شهرك به عنوان دنج ترين شهرك تهران داراي محدوديت تراكم(حداكثر٣طبقه)بوده و هواي بسيار خوبي دارد به نحوي كه تقاضاي خريد واحد در اين شهرك بسيار افزايش يافته است.
در تهران سه شهرک دانشگاه وجود دارد که یکی در وردآوردشمالی(شهرک دانشگاه شریف) یکی درکیلومتر۱۲ جاده مخصوص کرج(شهرک دانشگاه تهران)و دیگری هم در پونک واقع شده‌است.

## مناطق مهم
سرای محله شهرک دانشگاه تهران
مسجد چهارده معصوم
پاساژ قائم
پاساژ میلاد
دبیرستان نورعلم
دبستان نورعلم
مخابرات شهرک دانشگاه

## دسترسی
۱_میدان آزادی، داخل پایانه آزادی اتوبوس و تاکسی میدان آزادی _شهرک دانشگاه
۲_مترو چیتگر اتوبوس مترو چیتگر _شهرک دانشگاه